# 1990년 몽골 민주혁명
1990년 몽골 민주혁명(몽골어: Монголын ардчилсан хувьсгал) (몽골 문자: ᠮᠣᠩᠭᠤᠯ ᠠᠷᠠᠳᠴᠢᠯᠠᠭᠰᠠᠨ ᠬᠤᠪᠢᠰᠬᠠᠯ), 몽골 내에서 1990년 민주화 혁명이라고 불리는 이 혁명은 시위와 단식투쟁으로 시작하여 몽골 인민공화국이 무너지고 현재의 몽골이 수립된 무혈혁명이다. 이 시위는 몽골의 수도 울란바토르의 중심 광장인 수흐바타르 광장에서 일어났다. 이 시위는 권위주의 정부 내각이 스스로 해체하기를 결정하면서 무혈혁명으로 끝났다. 이 시위의 주요 참여자들에는 차히아긴 엘베그도르지, 산자수렌진 조리그, 에르데닌 바트울, 바바르 등이 있었다.
이 사건은 몽골의 70년 사회주의 통치가 막을 내리는 순간이었다. 다당제 체제가 수립되었으나 몽골 인민혁명당은 1996년까지 권력을 장악하고 있었다. 하지만 국내외적 압박으로 사회적 시장경제 체제로의 전환을 시작하고 다양한 개혁을 했다. 이 혁명은 소련 말기 개혁과 1989년 혁명에 고무되어 일어났다.
이 사건이 일어난 후에 몽골은 심각한 경제난을 겪었다.

## 배경
1911년부터 청나라의 통치에 반발하여 민족 독립 운동이 일어나기 시작했다. 마침내 1921년 몽골 인민당이 소련의 지원으로 외몽골을 장악하고 러시아 백군과 중화민국군을 쫓아냈다. 1924년에는 몽골 인민당이 몽골 인민혁명당으로 개명했다. 이후 수십년간 몽골은 소련과 매우 밀접한 관계룰 이루고 있었다. 1984년 욤자깅 체뎅발이 축출되고 후대로 들어온 잠빙 바트뭉흐는 미하일 고르바초프의 개혁에 고무되어 경제 개혁을 시작했으나, 1989년 후반 광범위한 문화적, 사회적, 정치적 개혁을 원하던 국민에게는 이에 만족할 수 없었다.

## 시위 진행
몽골의 젊은 사람들은 경제가 사회적 시장경제로 바뀌기를 원했다. 이들은 비밀리에 모여서 작업을 준비하기 시작했다. 예를 들어, 차히아긴 엘베그도르지는 소련에 있는 동안 표현의 자유를 보장하고 경제적 자유를 주는 글라스노스트를 배우게 되었다. 몽골로 돌아온 그는 유사한 생각을 가진 사람들끼리 모여 더 많은 사람들에게 글라스노스트를 알리도록 했고, 정부 정치국은 이러한 행동을 막고자 했다. 1989년 11월 28일, 제2차 청년예술가 전국대회 연설이 끝난 후 차히아긴 엘베그도르지는 몽골에 민주주의가 필요로 하고 몽골 젊은이들에게 민주주의를 이루기 위해 협력할 것을 호소했다.
의회 의장은 엘베그도르지의 발언을 끊고 그런 말을 하지 말라고 경고했다. 회의 휴식시간 동안, 다리 수크바하르와 치메딘 엔히가 엘베그도르지를 만나 세 사람은 민주화 운동을 시작하기로 마음먹고 이를 다른 사람들에게로 전파하기로 마음먹는다. 이후 이 3명 외에 10명이 더 모여 연합했으며, 이들은 나중에 몽골 민주 혁명의 열셋 지도자로 알려지게 된다. 의회에서 돌아온 엘베그도르지는 그가 근무하던 신문사인 "울란 오드"의 사장에게 그가 직장 이외 활동에 참여했거나 공산주의 이데올로기에 어긋나는 행동을 계속한다면 해고될 것이라는 경고를 받았다. 이 경고를 받았지만 엘베그도르지와 그의 친구들은 몽골 국립 대학교 원형 강당에서 비밀리에 만나 당시의 사회적 시장경제 개혁정책 등 금지된 주제에 대해 토론하고 민주화 운동 조직을 만들어나갔다. 이들은 비밀 민주화 조직을 만들면서 세를 불러나갔다. 어느 날 밤 이들은 공개 시위를 알리는 광고를 길거리에 뿌렸다.
1989년 12월 10일 아침, 최초의 민주화 거리 시위가 울란바토르 청년문화센터 앞에서 열렸다. 그 자리에서 엘베그도르지는 몽골 민주 연합을 창설한다. 이로써 몽골에서 최초의 조직적 민주화 운동이 수립되었다.
시위대는 몽골에 페레스트로이카와 글라스노스트를 도입하길 요구했다. 반정부 인사들은 "인간의 얼굴을 한 사회주의" 내에서 자유로운 선거와 경제 개혁을 요구했다. 시위대인 몽골인 거의 대부분은 읽을 수 없지만 민족주의적인 몽골 전통문자를 사용하면서 몽골식 키릴 문자가 가진 정치 체제를 상징적으로 부정했다. 12월 말, 가리 카스파로프의 플레이보이와의 인터뷰에서 "몽골을 중국에 팔아서 소련에게 경제적 이득을 줄 수 있다."라는 발언이 퍼지며 시위가 거세졌다. 1990년 1월 2일, 몽골 민주 연합은 민주 혁명을 요구하는 전단지를 뿌리기 시작했다. 정부가 이를 수용하지 않자 강대강으로 시위가 번져 더욱 과격한 요구가 나오기 시작했다.
1990년 1월 14일, 처음 3백명에서 천명으로 늘어난 시위대는 레닌 박물관 앞 광장으로 집결했으며, 레닌 박물관 앞 광장은 이때부터 울란바토르 자유 광장이라고 불리게 되었다. 1월 21일에는 영하 21도의 날씨 속에서도 수흐바타르 광장에 시위가 열렸다. 시위대는 칭기즈 칸을 칭송하는 푯말을 들며 소련이 학교 교육에서 의도적으로 무시하는 몽골 민족 영웅들을 재발굴하였다. 시위대는 칭기즈 칸 탄생 800주년을 기념한 죄로 1962년 몽골 인민혁명당에서 축출되었던 정치인 다라민 토모르오치르도 재평가하였다. 여기에 몽골 인민공화국의 국기에서 공산주의를 뜻하는 별을 지워버린 국기를 흔들었다.
이후 몇 달 동안 시위대는 행진, 데모, 단식투쟁, 교사 파업 및 노동자 파업을 일으켰다. 이 시위대는 몽골 도심, 농촌 전반에서 몽골인들의 지지를 얻으면서 세를 불러나갔다. 이후 1월과 2월 매주마다 주말 시위가 열렸으며, 몽골 최초의 야당도 수립되었다. 또한 시위가 수도 울란바토르 뿐 아니라 주도 에르데네트와 다르항, 후브스굴 주 무룽에도 열리기 시작한다.
수천명의 시위대가 매일 시위를 열자 1990년 3월 4일 몽골 민주 연합(MDU) 및 기타 3개 개혁 조직은 회동을 열어 정부의 회담 참석을 요구했다. 정부가 이에 대해 반응을 하지 않자 시위대는 10만명까지 불어났다. 1990년 3월 7일 민주연합은 수흐바타르 광장에서 공산당의 사임을 촉구하며 10명이 단식투쟁을 벌이기 시작했다. 단식투쟁을 하는 사람들이 이들의 뒤를 이어 불어나기 시작했다. 결국 몽골 인민혁명당 정치국은 시민들의 압력에 이기지 못하고 3월 11일 정부-시민단체 회담에 참석하기 시작했다. 몽골 인민혁명당 정치국 의장이었던 잠빙 바트뭉흐는 1990년 3월 9일 정치국을 해산하고 의장에 사임했다. 그러나 인민혁명당 내에서는 시위대 진압작전을 진지하게 고려하기 시작하여 잠빙 바트뭉흐에게 작전명령을 서명하라고 요구했다. 하지만 바트뭉흐는 서명을 거부하고 무력을 사용하지 않은 채 엄중하게 다루라고 말했다.
엘베그도르지는 몽골 민주 연합과 몽골 인민혁명당 인사와의 회담 후 그날 오후 10시에 단식투쟁 중인 사람들과 광장에 모인 시위대들에게 정치국 인사 전원이 사임했다는 소식을 전했다. 이로써 단식투쟁이 끝났다. 몽골 인민혁명당 정치국이 해산하면서 몽골 최초의 자유선거가 열리게 되었다. 신정부는 7월에 첫 자유선거를 열 것이라고 발표했다.

## 여파

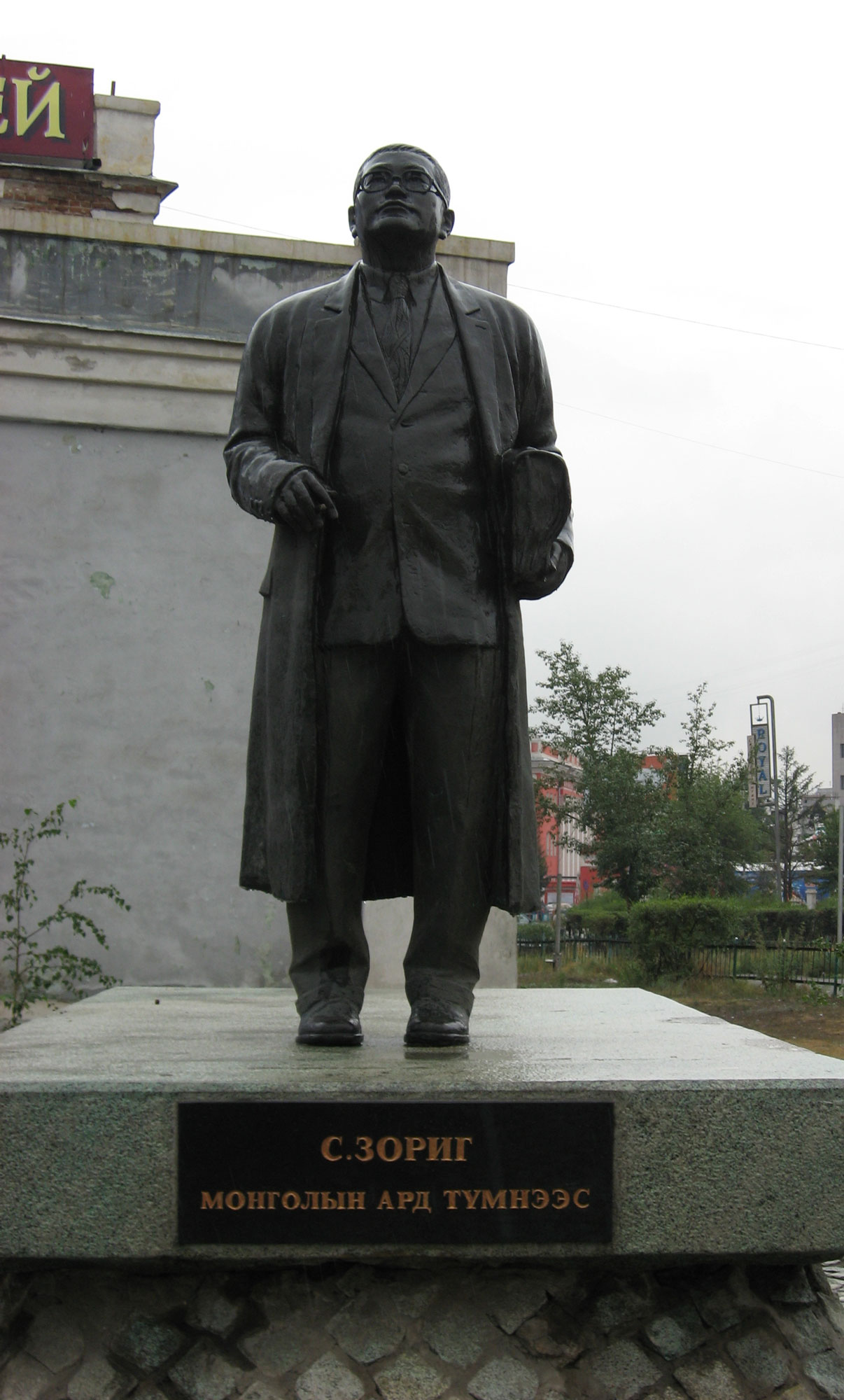
시위대를 이끌었던 S. 조리그의 동상.

1990년 몽골 혁명 이후, 1990년 7월 29일 몽골 최초의 다당제 자유 선거가 열렸다. 1990년 몽골 총선에서는 인민대후랄(상원) 430석을 뽑았다. 하지만 야당은 모든 의석에 후보를 내놓을 정도의 사람이 없었다. 야당은 인민대후랄 상원 430석 중 총 346명의 후보를 내놓았다. 몽골 인민혁명당은 인민대후랄에서 357명이 당선되었고 소후랄(하원) 53석 중 31석을 휩쓸었다. 인민혁명당은 특히 시골 지역에서 강세를 보였다.
이에도 불구하고 새 몽골 인민혁명당의 당수인 마신 뱜바쉬렌은 국내외의 압박으로 민주파 의원들과 권력을 나눠야 했고 헌법 개정 및 경제 개혁을 시작했다. 1990년까지 몽골에게 가장 많은 원조를 해주었던 소련이 1991년 붕괴되면서 심각한 경제 문제를 겪게 되었다. 인플레이션이 급격하게 일어나면서 기본적인 식량 구입에도 많은 어려움이 따랐다. 동구권의 붕괴로 대외 무역도 붕괴되고, 공산주의 경제 체계에서 급격한 민영화가 이루어지면서 경제도 많은 혼란을 빚었다. 1988년부터 소규모로 생겼던 울란바토르 암시장은 엄청난 수요로 이 때 전성기를 찍었다.
인민대후랄 임기는 9월 3일 시작하여 대통령이 몽골 인민혁명당, 부통령이 몽골 사회민주당, 총리가 몽골 인민혁명당 당원이었으며 인민소후랄(하원) 의원은 총 50명이었다. 여기에 부통령은 하원 의장도 겸직하였다. 1991년 11월 인민대후랄(구 의회)은 새 헌법 제정을 위해 해체되었으며, 1992년 2월 12일 재소집되었다. 새 헌법에서는 몽골을 주권적인 새 독립국으로 선포하였으며, 수많은 권리를 보장하였을 뿐만 아니라 양원이었던 인민후랄을 단원제 국가대후랄로 통폐합했다.
새 헌법은 1992년 통과되었다. 처음으로 열린 민주적 대통령 선거인 1993년 몽골 대통령 선거에서 야당연합 후보로 나온 폰살마깅 오치르바트가 당선되었다. 1996년 몽골 총선에서는 차히아긴 엘베그도르지가 이끄는 몽골 민주당 주도의 민주동맹연합이 76석 중 50석을 석권하며 처음으로 평화적 정권 교체를 이루었다.

## 같이 보기
- 1911년 몽골 혁명
- 1921년 몽골 혁명
- 몽골 인민공화국